# 米利亚罗
米利亚罗（義大利語：Migliaro），是意大利费拉拉省的一个市镇。总面积22平方公里，人口2259人，人口密度102.7人/平方公里（2009年）。ISTAT代码为038026。